# SCUMM
SCUMM (od ang. Script Creation Utility for Maniac Mansion) – skryptowy język programowania stworzony przez firmę LucasArts (dawniej znane również jako Lucasfilm Games). Powstał na potrzeby gry przygodowej Maniac Mansion (1987) i był wykorzystywany w wielu kolejnych produkcjach.

## Gry wykorzystujące SCUMM
- Maniac Mansion (1987)
- Zak McKracken and the Alien Mindbenders (1988)
- Indiana Jones and the Last Crusade: The Graphic Adventure (1989)
- Loom (1990)
- The Secret of Monkey Island (1990)
- Monkey Island 2: LeChuck’s Revenge (1991)
- Indiana Jones and the Fate of Atlantis (1992)
- Maniac Mansion: Day of the Tentacle (1993)
- Sam & Max Hit the Road (1993)
- Full Throttle (1995)
- The Dig (1995)
- The Curse of Monkey Island (1997)

## ScummVM

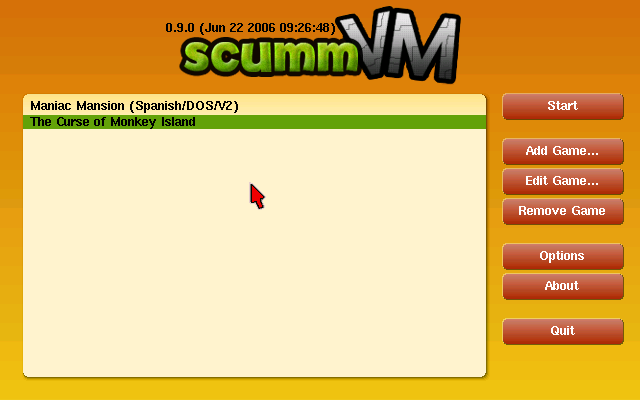
Działająca ScummVM.

Obecnie rozwijany jest projekt typu open source o nazwie ScummVM (Wirtualna maszyna SCUMM), który umożliwia uruchamianie gier opartych na SCUMMie na różnych platformach. Projekt jest pisany w języku C++ i wykorzystuje Simple DirectMedia Layer.